# Крушево (Остроленцький повіт)
Крушево (пол. Kruszewo) — село в Польщі, у гміні Ґоворово Остроленцького повіту Мазовецького воєводства.
Населення — 188 осіб (2011).
У 1975—1998 роках село належало до Остроленцького воєводства.

## Демографія
Демографічна структура станом на 31 березня 2011 року:
|          | Загалом | Допрацездатний вік | Працездатний вік | Постпрацездатний вік |
| -------- | ------- | ------------------ | ---------------- | -------------------- |
| Чоловіки | 93      | 11                 | 66               | 16                   |
| Жінки    | 95      | 15                 | 53               | 27                   |
| Разом    | 188     | 26                 | 119              | 43                   |